# Calvijn College (Zeeland)
Het Calvijn College is een scholengemeenschap op reformatorische grondslag in de provincie Zeeland met een onderwijsaanbod van praktijkonderwijs tot gymnasium. De school wenst te staan in de lijn van de Reformatie en Nadere Reformatie.
Het Calvijn College heeft zeven locaties; drie in Goes, twee in Krabbendijke en één in Middelburg en Tholen. De gehele instelling onderwijst ongeveer 3000 leerlingen. De locaties in Goes tellen samen circa 1500 leerlingen. De locaties Krabbendijke Appelstraat, Krabbendijke Kerkpolder en Middelburg zijn 400 à 500 leerlingen groot. Te Tholen bedient men circa 300 leerlingen.
De schoolvereniging met haar bestuur functioneert als dragende kracht achter het Calvijn College. De schoolvereniging, voluit Vereniging tot het verstrekken van Voortgezet Onderwijs op Gereformeerde Grondslag voor de provincie Zeeland (VVOGGZ), telt circa 1600 leden. Ouders van wie de kinderen op het Calvijn College zitten of hebben gezeten, kunnen lid worden van de vereniging. Onder de schoolvereniging functioneert de stichting Calvijn College.
Het college is genoemd naar de reformator Johannes Calvijn.

## Geschiedenis
De organisatie is in 1994 ontstaan door een fusie van drie zelfstandige scholen: de Voetius-scholengemeenschap in Goes, de Rehoboth-scholengemeenschap in Krabbendijke en Tholen en de Smytegelt-mavo in Middelburg.
Het orgel in de aula van de vestiging in Goes is in 1962 gebouwd door Fonteijn en Gaal in Amsterdam-Osdorp en in 1989 door Kaat en Tijhuis uit Kampen gerenoveerd overgebracht naar het Calvijn College Goes.

## Locaties

#### Goes Klein Frankrijk, Noordhoeklaan en Stationspark
De locatie Klein Frankrijk is de hoofdlocatie van het Calvijn College. Deze locatie bevat de afdelingen havo, vwo, atheneum en gymnasium (alle leerjaren). De locatie Noordhoeklaan biedt onderwijs aan leerlingen uit klas 1 en 2 met een advies voor vmbo bb en de meer praktische kb-leerlingen. De locatie Stationspark is er voor de leerlingen uit klas 1 en 2 met een advies voor vmbo tl+/kb en voor vmbo-3 en -4. De locatiedirecteuren zijn C.J. van Duivendijk (Noordhoeklaan & Stationspark) en G.J. Appeldoorn (havo en vwo).
Op deze locatie zitten ca. 1200 leerlingen.

#### Krabbendijke Appelstraat en Kerkpolder
Op de locatie Appelstraat kunnen leerlingen terecht voor klas 1 en 2 (vmbo, havo, atheneum) en vmbo-3 en -4 tl+. Daarnaast wordt op deze locatie leerwegondersteunend onderwijs (stream 4), praktijkonderwijs en rebound/allround aangeboden. Op de locatie Kerkpolder worden leerlingen gevormd voor de beroepspraktijk. Vanaf de derde klas kunnen zij terecht voor vmbo bb/kb en rebound/allround. De locatiedirecteur van Appelstraat is C.J. van Duivendijk en van Kerkpolder P.M. Kunst.

#### Tholen Zoekweg
De locatie Tholen is de kleinste locatie. Op deze locatie kunnen leerlingen terecht voor klas 1 en 2 (vmbo, havo en atheneum) en vmbo-3 en -4 tl+. De locatiedirecteur is P.M. Kunst.

#### Middelburg Kruitmolenlaan
In Middelburg kunnen leerlingen terecht voor klas 1 en 2 (vmbo, havo en atheneum) en vmbo-3 en -4 tl+. De locatiedirecteur is G.A. Terlouw.

## Internationale contacten
De locatie Goes heeft sinds vele jaren een uitwisselingsproject met een school in Roemenië, namelijk de Liceul Teologic Baptist 'Emanuel' in Cluj-Napoca.